# Desierto de Ad-Dahna
El desierto de ad-Dahna es la división central del desierto de Arabia.  Se trata de un corredor de terrenos arenosos que tienen forma de arco y que conecta el desierto an-Nafud, en el norte, con el desierto de Rub al-Khali, en el sur.  Su longitud es de más de 1000 km bordeando las montañas Twaik por el oriente y no supera los 80 km de ancho.  También se considera el margen de separación geográfica entre la gobernatura de Al-Ahsa y la meseta de Najd.
El  desierto de Al-Dahna está formado por dunas de arena, gran extensión horizontal que se llaman «venas» (en árabe: عروق‎), en su mayoría de color rojo, ya que contienen óxido de hierro.
Debajo de los ásperos desiertos de Arabia Saudita se encuentran cámaras oscuras y complejos laberintos llenos de estructuras cristalinas, estalactitas y estalagmitas. El suelo calizo de la meseta Summan, una zona kárstica, al este de las arenas Dahna, está plagado de cuevas, conocidas localmente como Dahls. Algunas tienen entradas pequeñas que se abren en cuevas, otras conducen a un laberinto de pasajes que pueden ser de varios kilómetros. Esencial para la formación de estas cavidades subterráneas es la acción del agua percolando a través de rocas solubles.  El proceso es lento. El agua de lluvia absorbe cantidades fraccionarias de dióxido de carbono del aire a medida que cae, formando una solución diluida de ácido carbónico que come la piedra caliza y, finalmente, forma huecos y canales que los beduinos locales siempre han conocido y que en algunos casos fueron utilizadas como fuentes de agua. El lugar fue estudiado de forma sistemática por vez primera en 1981, y en la actualidad está siendo explorado e informado por el Servicio Geológico de Arabia Saudita.